# JavaHelp
JavaHelp je formát nápovědy, sestávající ze sady HTML stránek, obsahu, rejstříku, seznamu identifikátorů pro kontextovou nápovědu a případně i indexu pro fulltextové vyhledávání. Soubory jsou komprimovány a distribuovány s příponou JAR. Využívá se zejména pro nápovědu desktopových Java aplikací.
Vývoj formátu byl ukončen roku 2007. Pro zobrazení nápovědy v Java aplikacích se využívá komponenta, která oficiálně podporuje jen HTML verze 3.2. 
Z těchto důvodů je jakékoliv pokročilé formátování problematické.